# Esercito ottomano
L'esercito dell'Impero ottomano (in ottomano: اردوي همايون, Ordu-yi humâyûn) era suddiviso in tre strutture organizzative: 
- Esercito terrestre;
- Marina;
- Aeronautica.

La storia dell'Impero può essere divisa in due grandi periodi: 
- Il periodo classico comprende gli anni che vanno dalla costruzione dell'esercito nel 1299 fino alle riforme militari dell'inizio del XIX secolo;
- ll periodo moderno inizia con la fondazione del moderno esercito ottomano, conosciuto come Nizam-ı Cedid, nel 1829.

## Fanteria e cavalleria

### Periodo classico

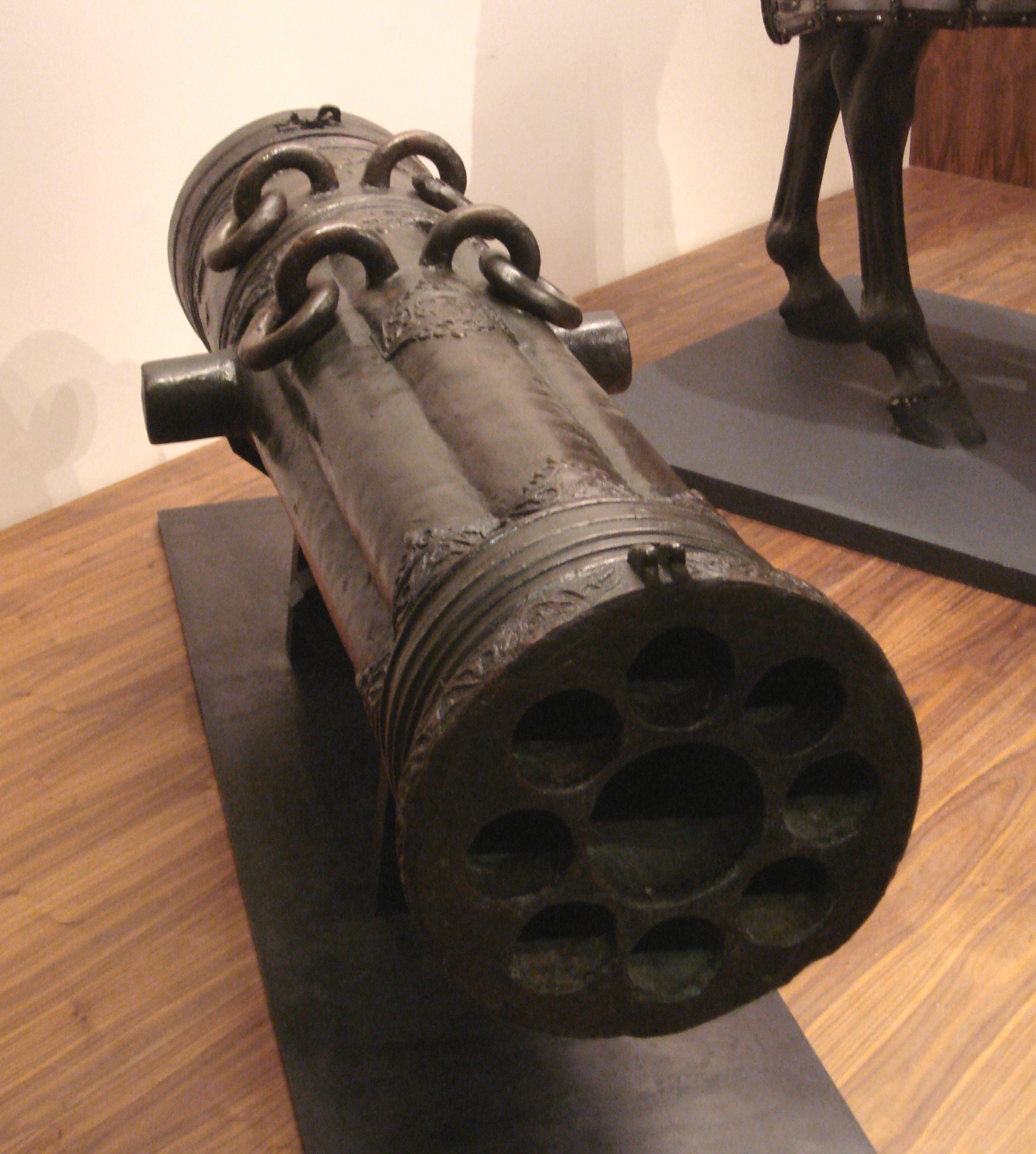
Colubrina ottomana d'inizio XVI secolo.

Il primo esercito dell'Impero ottomano era un'armata che fu organizzata da Osman I con le tribù turche che abitavano l'Anatolia nord-occidentale nel tardo XIII secolo Questi soldati (spesso a cavallo) divennero un corpo irregolare di razziatori con funzione di truppe d'assalto, armati con armi semplici, come archi e lance. A loro furono dati dei feudi (timar) delle terre conquistate, quindi vennero chiamati timariot. Inoltre, essi acquisivano un bottino di guerra durante le campagne militari.
Orhan I organizzò un esercito stabile pagato con un salario, piuttosto che con bottini di guerra o feudi. La fanteria era chiamata yayas e la cavalleria era conosciuta come müsellems. L'esercito era costituita per la maggior parte da mercenari stranieri, mentre erano pochi i Turchi che accettavano di essere pagati con salari anziché con bottini. I mercenari non erano costretti a convertirsi all'Islam fintantoché obbedivano ai comandanti ottomani.

### Introduzione delle armi da fuoco
Gli Ottomani iniziarono ad usare cannoni qualche volta fra il 1444 ed il 1448. Successivamente, iniziarono ad apparire altri tipi di truppe, come archibugieri regolari (Pyade Topçu, letteralmente “artiglieria a piedi”), cavalleria regolare armata con fucili (Süvari Topçu Neferi, letteralmente “soldato d'artiglieria montata”) e bombardieri (Humbaracı), composti da granatieri che gettavano esplosivi chiamati khımbara, e da soldati che curavano l'artiglieria con materiali di manutenzione e polvere.

#### Kapıkulu
Queste truppe erano comandate e pagate dai titolari dei feudi, i quali guadagnavano potere e divennero una sorta di classe nobile. I mercenari divennero uno strumento per la loro ascesa al predominio sul sultano, che, semplicemente, non poteva permettersi di assoldare così tanti mercenari. Pertanto, nella metà del XIV secolo, Murad I costruì il suo primo esercito composto da schiavi, chiamato Kapıkulu. La nuova “arma” si basava sul diritto del sultano di 1/5 del bottino di guerra, nel quale erano inclusi anche i prigionieri presi in battaglia. Gli schiavi prigionieri venivano convertiti all'Islam ed addestrati al servizio personale del sultano.
Il ramo più famoso dei Kapıkulu fu il corpo dei Giannizzeri, che erano reclutati fra giovani cristiani attraverso la tassa del devşirme, ma c'erano anche altre truppe, come il corpo degli Alabardieri (Baltacı). Il loro numero crebbe rapidamente, e la loro forza divenne il più importante elemento dell'esercito ottomano. Per migliorare l'esercito, Murad II sviluppò il sistema di reclutamento dei giovani, facendo diventare il devşirme una tassa per i Cristiani dell'Impero. Murad II usò la potenza dei Giannizzeri e li mise contro la nobiltà, costringendola a pagare con tasse o con terre in modo che il tesoro imperiale ottenesse il denaro necessario per mantenere i Kapıkulu.

#### Giannizzeri
I Giannizzeri erano le unità di fanteria adibite a soldati domestici e guardie del corpo del sultano. Il corpo ebbe origine nel XIV secolo, e fu abolito da Mahmud II nel 1826.
Le prime unità dei Giannizzeri comprendevano prigionieri di guerra e schiavi. Dopo il 1380, il sultano Mehmet I riempì le loro file con i risultati del devşirme: i funzionari del sultano selezionavano un certo numero di non-musulmani, in genere cristiani, ragazzi (in un primo momento a caso, più tardi con una severa selezione) per addestrarli. 

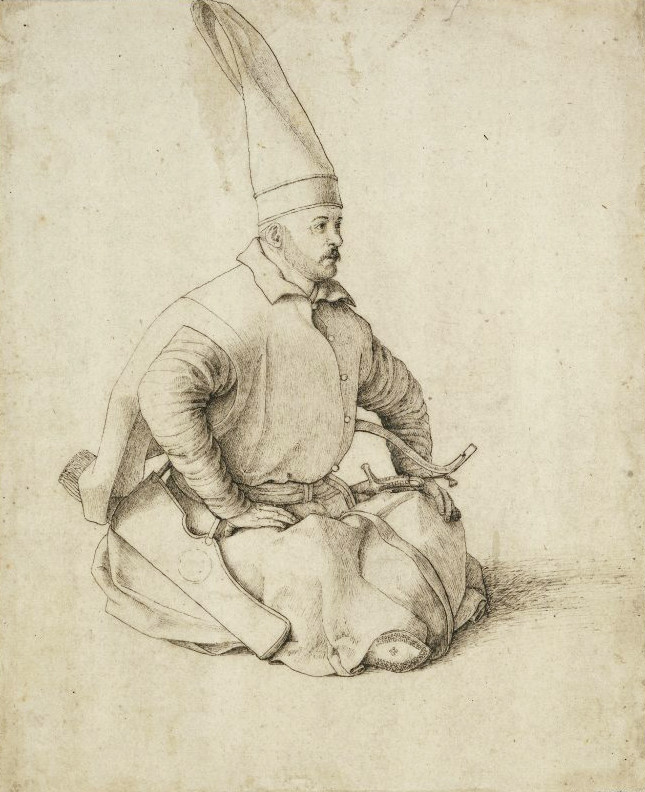
Disegno di un Giannizzero realizzato da Gentile Bellini nel XV secolo.

All'inizio, si preferivano i Greci e gli Albanesi (che fornivano anche molti gendarmi), e solitamente veniva selezionato circa un ragazzo su cinque di età compresa fra i 7 e 14 anni, ma il numero poteva variare a seconda della necessità dei soldati. In seguito, il devşirme fu esteso fino ad includere anche i Serbi, i Bosniaci ed altre popolazioni balcaniche, più tardi specialmente dall'Ucraina e la Russia meridionale. I Giannizzeri iniziarono ad accettare l'arruolamento senza il devşirme per la prima volta sotto il sultanato di Murad III (1546 - 1595), ed il devşirme scomparve completamente nel XVII secolo. Dopo questo periodo, vennero arruolati anche volontari.
A tutti gli effetti, i Giannizzeri appartenevano al sultano, il quale portava il titolo di kapıkulu (custode), che indicava il loro legame collettivo col sultano stesso. Ai Giannizzeri veniva insegnato a considerare il corpo come la loro casa, ed il reggimento come la loro famiglia, mentre il sultano era il loro padre de facto. Solo quelli che dimostravano il proprio valore accedevano al vero titolo di giannizzero intorno ai 24 o 25 anni. Il reggimento ereditava gli averi dei soldati alla loro morte, per accumulare ricchezze.
Il corpo dei Giannizzeri aveva molti aspetti particolari. Essi indossavano uniformi, erano pagati con monete come le truppe regolari e marciavano al suono di marce suonate da un corpo di musicisti appositi, il mehter, prototipo di tutte le moderne bande militari. Insieme, tutte queste caratteristiche distinguevano i Giannizzeri dalla maggior parte dei soldati del tempo. Gli Ottomani furono il primo popolo a mantenere in Europa un esercito stabile dai tempi dell'Impero romano. 

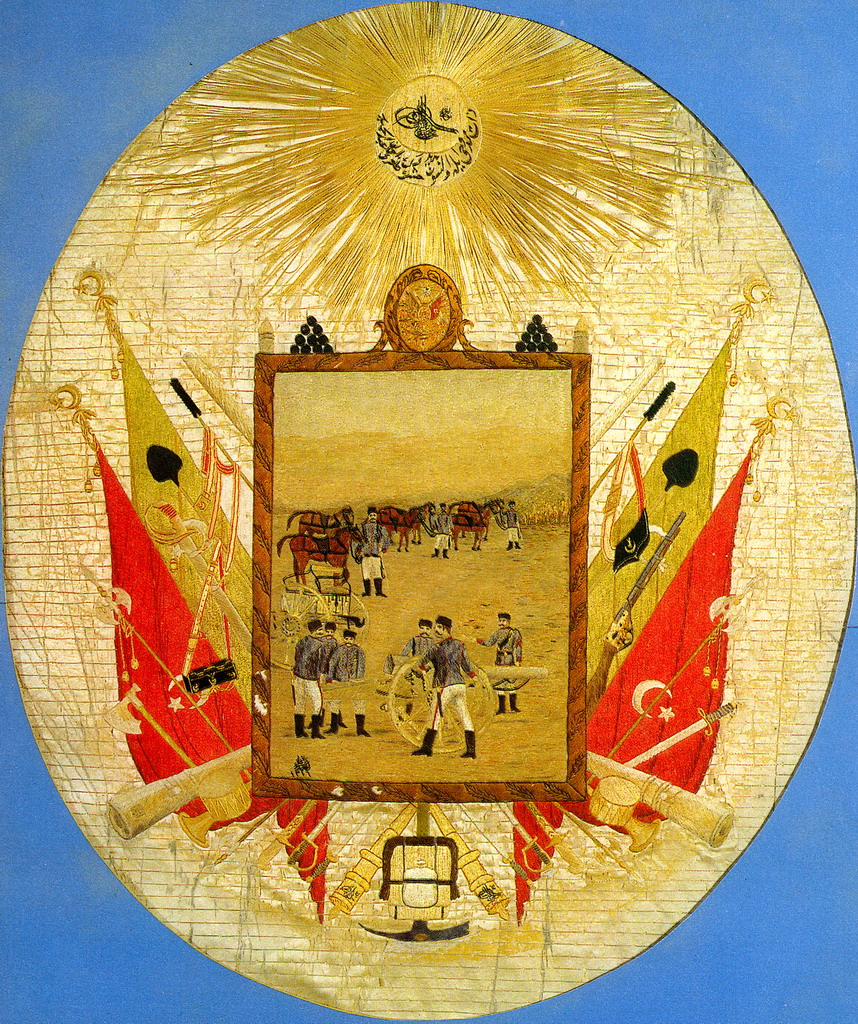
Artiglieri ottomani raffigurati nello stemma imperiale.

 I Giannizzeri sono stati paragonati alla Guardia pretoriana romana, e non aveva equivalenti con gli eserciti cristiani del tempo, dove i signori feudali si procuravano truppe solo in tempo di guerra. Il reggimento di un giannizzero era la sua effettiva famiglia. Essi vivevano nelle caserme, e, durante i periodi di pace, avevano funzioni di polizia e pompieri.
Il corpo dei Giannizzeri, inoltre, si distingueva per il pagamento regolare di uno stipendio in denaro alle truppe, che venivano pagati anche in tempo di pace. Essi ricevevano il loro stipendio ogni tre mesi ed il sultano, dopo aver autorizzato il pagamento dei salari, si vestiva come uno di loro, visitava le caserme e riceveva un suo stipendio da soldato regolare della Prima Divisione.
Il vigore dei Giannizzeri divenne particolarmente significativo quando i fanti che trasportavano le armi da fuoco si rivelarono più efficaci rispetto alla cavalleria dotata di spada e lancia. I Giannizzeri adottarono le armi da fuoco molto presto, all'inizio del XV secolo. Dal XVI secolo, l'arma principale dei Giannizzeri era il moschetto. Essi iniziarono precocemente a fare ampio uso di bombe a mano e colubrine. Anche gli ausiliari dei Giannizzeri erano molto diversi dai loro omologhi dell'epoca. I Giannizzeri vedevano la guerra come parte di una macchina militare ben organizzata. L'esercito ottomano aveva un corpo che serviva per costruire le strade, uno per costruire le tende nei campi, uno per infornare il pane, ecc. Il corpo dei cebeci distribuiva armi e munizioni. Il corpo dei Giannizzeri aveva i propri medici ausiliari: chirurghi musulmani ed ebrei che volevano viaggiare durante le campagne militari e che avevano sviluppato ed organizzato metodi per trasportare i feriti negli ospedali da campo dietro il fronte.
Queste differenze fecero dei Giannizzeri dei soggetti di studio interessanti da parte degli stranieri contemporanei. Anche se alla fine il concetto di esercito incorporò e superò la maggior parte delle particolarità dei Giannizzeri, e l'Impero ottomano dissolse il corpo, l'immagine dei Giannizzeri è rimasta uno dei simboli dell'Impero nella mente occidentale.

#### Cavalleria d'élite

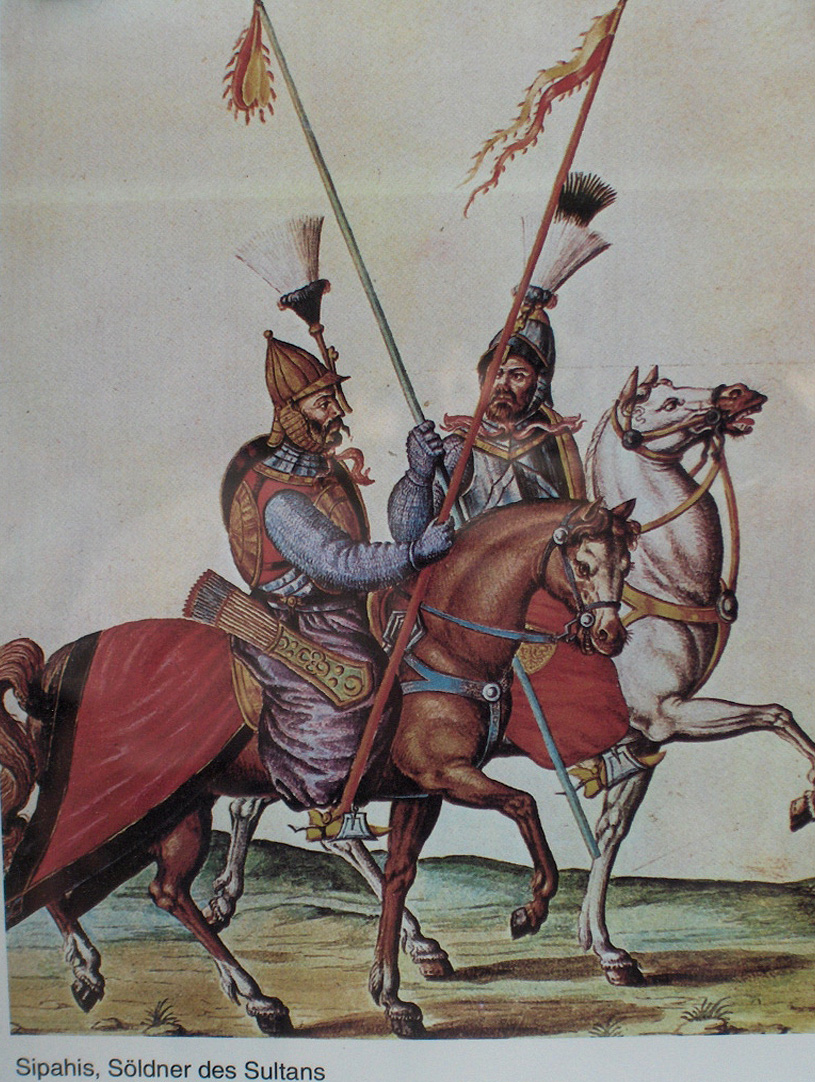
Spahi raffigurati nella battaglia di Vienna del 1683.

Un'altra parte importante dell'esercito ottomano era costituita dalla Sesta Divisione di Cavalleria (Altı Bölük), una forza d'élite a cavallo. I più importanti cavalieri di questa divisione erano gli Spahi. Una forza di incursori professionisti chiamati Akıncıs saccheggiava i territori nemici prima dell'esercito regolare; erano usati anche come ricognitori.
Lo status dei Sipahi assomigliava a quello dei cavalieri medievali europei. Lo Spahi era titolare di un feudo (tu. tîmâr, da cui il nome alternativo Tîmârlı Sipahi, lett. "Cavalleria feudale") concesso direttamente dal sultano, e aveva il diritto degli introiti di quella terra, in cambio del servizio militare. In seguito, i contadini delle terre furono allegati ad esse.
Gli Spahi furono fondati durante il sultanato di Murad I. Anche se i Sipahi erano reclutati, come i Giannizzeri col sistema del devşirme, dal regno di Mehmet II Fatih, le loro file furono occupate da persone di etnia turca che possedevano terreni all'interno dei confini imperiali. Il corpo degli Spahi divenne il più grande della Sesta Divisione di Cavalleria Ottomana, ed erano l'equivalente a cavallo dei Giannizzeri, che combattevano a piedi. Le mansioni dei Sipahi comprendevano anche cavalcare col sultano durante le parate in veste di guardie del corpo a cavallo. Durante i periodi di pace, erano responsabili della raccolta delle imposte. Comunque, i Sipahi non devono essere confusi con i Timarioti, che erano cavalieri irregolari (spesso armati con archi) organizzati secondo criteri feudali, ed erano chiamati colloquialmente “sipahi”. Infatti, i due corpi avevano ben poco in comune.
Un timar era l'unità di terra (feudo) più piccola per un Sipah, che forniva un reddito annuale non superiore ai 10.000 akçe, che era di due o quattro volte superiore a quello che guadagnava un insegnante. Un ziamet era un'unità di terreno più grande, rendeva fino a 100.000 akçe, ed era di proprietà di un ufficiale dei Sipahi. Un hass era l'unità terriera più grande in assoluto, che dava introiti superiori a 100.000 akçe, ed era riservata alle persone coi ranghi militari più alti. Un Sipah con un timar era obbligato a fornire all'esercito cinque persone, il proprietario di un ziamet fino a venti persone, ed uno con un has ne doveva dare oltre venti.

#### Azap

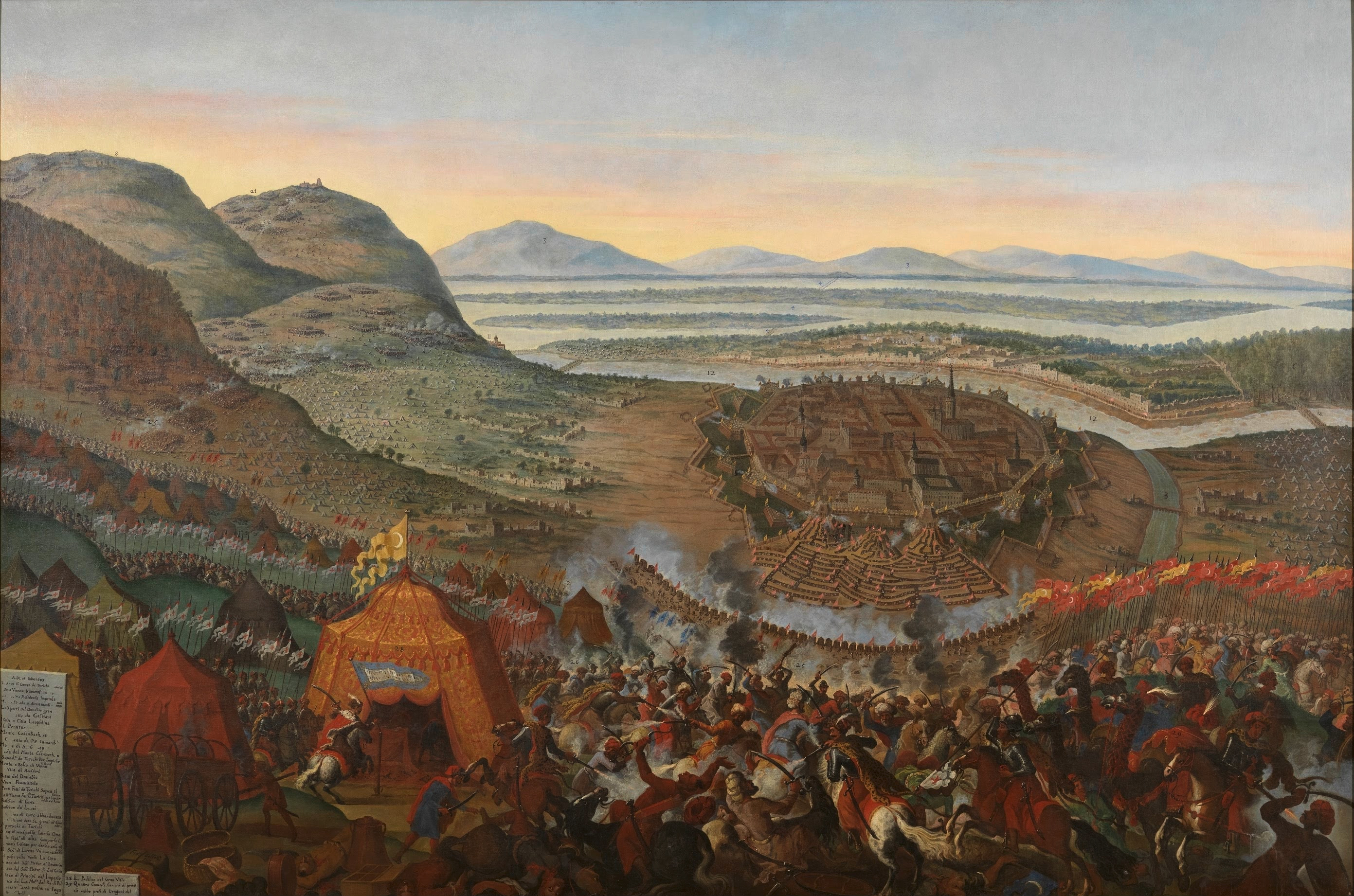
Battaglia di Vienna del 1683.

Oltre che coi Giannizzeri, nel 1389 l'Impero ottomano introdusse un altro sistema di coscrizione: quand'era necessario, le città ed i villaggi erano obbligati a fornire dei coscritti completamente equipaggiati presso gli uffici di reclutamento creati per ordine del sultano. Questo nuovo corpo irregolare di fanteria fu chiamato Azap, ed era utilizzato in molti modi: i soldati costruivano strade e ponti per l'esercito, portavano prodotti per la prima linea, e qualche volta erano usati come carne da cannone per rallentare l'avanzata nemica.
I Başıbozuk (teste vuote, o senza testa) erano un ramo del corpo degli Azap ed erano reclutati fra i senzatetto ed i criminali. Erano feroci, indisciplinati, e specializzati nel combattimento corpo a corpo.
Altre divisioni dell'esercito ottomano erano:
- gli Akıncı: unità di cavalleria di prima linea che facevano raid ed esploravano le zone di frontiera e gli avamposti;
- gli Akağa: eunuchi europei che custidivano il centro del palazzo del sultano e la corte;

#### Bande militari

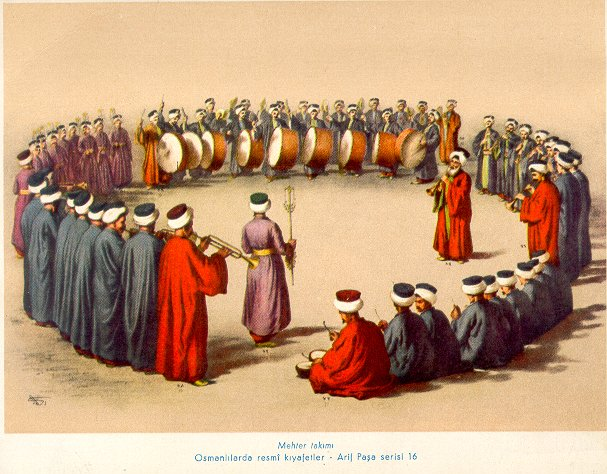
Un mehterân ottomano.

Si pensa che le bande militari ottomane (in turco, "Mehterân") siano le più antiche del mondo. Malgrado in occidente siano conosciute dal termine di derivazione persiana "mehter" (مهتر), questa parola, nella lingua parlata, si riferisce solo ad un genere musicale delle bande.

### Periodo moderno

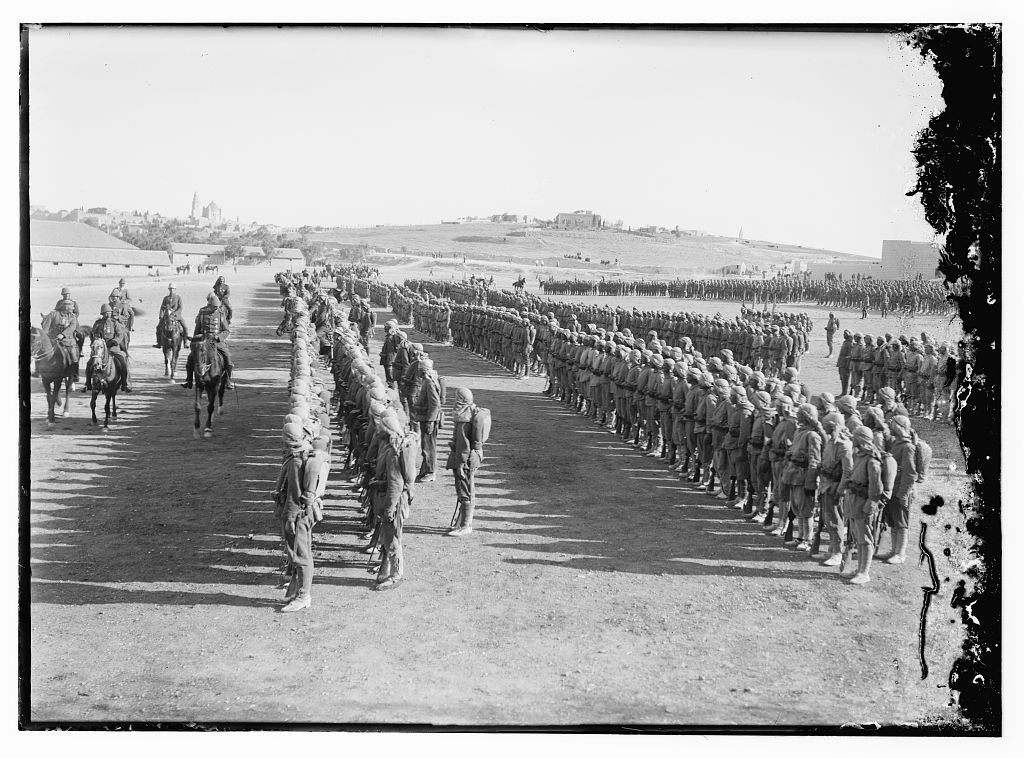
Soldati ottomani a Gerusalemme durante la Grande Guerra.

Il sultano Selim III formò l'armata Nizam-ı Jedid (lett. "Nuovo Ordine") alla fine del XVIII secolo ed all'inizio del XIX secolo. Questo fu il primo serio tentativo di trasformare le forze militari ottomane in un esercito moderno. Tuttavia, il corpo Nizam-ı Cedid fu di breve durata, e si dissolse dopo l'abdicazione di Selim III nel 1807.

Il sultano Mahmud II, successore e nipote di Selim III, proseguì nelle sue riforme, sciogliendo il corpo dei Giannizzeri nel 1826, e formò gli “Asakir-i Mansure-i Muhammediye” come un esercito moderno, nonché come il centro di tutto l'esercito turco-ottomano. Lo scioglimento dei Giannizzeri è conosciuto come Vaka-ı Hayriye (lett. "Incidente di buon auspicio").

In seguito l'Impero ottomano si rivolse alla Germania, che inviò numerosi ufficiali, consulenti militari e un gran numero di armi e strumenti moderni per riorganizzare, modernizzare e allineare agli eserciti europei quello turco.

## Marina
La conquista dell'isola di İmralı nel Mar di Marmara nel 1308 segnò la prima vittoria navale ottomana. Nel 1321 la flotta ottomana fece il suo primo sbarco in Tracia, nell'Europa sud-orientale, e questo contribuì enormemente all'espansione dell'Impero sul continente europeo. La marina ottomana è stata una delle prime ad usare i cannoni, e la battaglia di Zonchio del 1499 passò alla storia come la prima battaglia in cui furono usati cannoni sulle navi. Fu anche la marina ottomana che iniziò la conquista del Nordafrica, con l'annessione dell'Algeria e dell'Egitto all'Impero nel 1517. La battaglia di Prevesa nel 1538 e la battaglia di Gerba nel 1560 segnarono l'apice della dominazione navale ottomana nel Mar Mediterraneo. Gli Ottomani si scontrarono anche contro le forze portoghesi situate a Goa, nell'Oceano Indiano, in numerose battaglie fra il 1538 ed il 1566. Nel 1553, l'ammiraglio ottomano Salih Reis conquistò il Marocco ed i territori al di là dello stretto di Gibilterra, estendendo il territorio dell'Impero fino all'Oceano Atlantico. Nel 1566, il sultano di Aceh chiese sostegno contro i portoghesi e dichiarò fedeltà all'Impero ottomano, che inviò la sua flotta a Sumatra sotto il comando di Kurtoğlu Hızır Reis. La flotta sbarcò ad Aceh nel 1569 e l'evento segnò la più grande espansione ottomana verso l'oriente. Nel 1585, l'ammiraglio ottomano Murat Reis il vecchio prese l'isola di Lanzarote, nelle Canarie. Nel 1617, la flotta ottomana catturò Madera nell'Oceano Atlantico, prima di razziare il Sussex, Plymouth, il Devon, Hartland Point, la Cornovaglia ed altri paesi dell'Inghilterra occidentale nell'agosto del 1625. Nel 1627 le navi militari ottomane, accompagnate da corsari della costa berbera, razziarono le isole Shetland, le isole Fær Øer, la Danimarca, la Norvegia e l'Islanda. Tra il 1627 ed il 1631, le stesse forze ottomane fecero delle incursioni sulle coste dell'Irlanda e della Svezia. Nel 1655, 40 navi ottomane presero l'isola di Lundy, nel Canale di Bristol, che servì come base principale per le operazioni navali ottomane e corsare nel Nord Atlantico fino al 1632, quando le navi ottomane apparvero al largo delle coste orientali del Nord America (in particolare furono avvistati dalle colonie britanniche come Terranova e Virginia). Le acquisizioni di territori d'oltremare da parte della marina militare ottomana ampliarono ulteriormente la portata della sfera d'influenza ottomana nelle terre lontane in entrambi gli oceani (Indiano e Atlantico), come ad esempio l'aggiunta di Aceh. (1569) come uno stato vassallo dell'Impero e le occupazioni temporanee di Lanzarote (1585), Madera (1617), Vestmannaeyjar (1627) e Lundy (1655 - 1660).
Dopo la sconfitta nella battaglia di Navarino (1827) contro la flotta franco-russo-britannica, e la conseguente perdita dell'Algeria e della Grecia, la potenza navale ottomana ed il controllo sui territori d'oltremare diminuirono. Il sultano Abdul Aziz (1861 - 1876) cercò di ristabilire la potenza navale dell'Impero, costruendo la terza flotta più grande del mondo in quel periodo, dopo la Gran Bretagna e la Francia, con 21 corazzate ed altre 173 navi da guerra d'altro tipo. Nel 1886, il cantiere navale di Barrow, in Gran Bretagna, costruì il suo primo sottomarino per l'Impero ottomano. Il sommergibile Abdul Hamid era famoso perché fu il primo in grado di sparare un siluro subacqueo. Ma la collassante economia ottomana non poteva sostenere le spese della flotta. Il sultano Abdul Hamid II (1876 - 1908) diffidava della marina, mentre gli ammiragli sostenevano il riformista Mithat Pascià ed il primo Parlamento Ottomano del 1876. Sostenendo che la grande e costosa marina non era stata di alcuna utilità durante la guerra russo-turca (1877 - 1878), il sultano bloccò la maggior parte della flotta nel Corno d'Oro, mentre le navi andarono in rovina durante i successivi 30 anni.

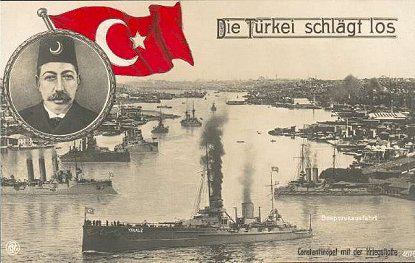
La flotta ottomana nel Corno d'Oro, a Costantinopoli, nei primi giorni della Grande Guerra.

 Seguendo la rivoluzione dei Giovani Turchi nel 1908, il Comitato di Unione e Progresso, che di fatto aveva preso il controllo del paese, cercò di costruire una potente flotta ottomana. Il cattivo stato delle navi fu fatto notare durante la parata navale del 1910, e, di conseguenza, fu istituita la Fondazione della Marina Ottomana per acquistare nuove navi attraverso donazioni pubbliche. Coloro che fecero delle donazioni ricevettero diversi tipi di medaglie, a seconda delle dimensioni del loro contributo. Con questi soldi pubblici, il governo ottomano ordinò la costruzione di due grandi corazzate chiamate Sultan Osman I e Reşadiye, ma a causa delle spese per entrambe le navi, il Regno Unito le confiscò allo scoppio della Grande Guerra, rinominandole HMS Agincourt e HMS Erin. Le corazzate erano costate 4 milioni di sterline, ma il governo britannico si rifiutò di rimborsare i versamenti. Questo causò alcuni rancori da parte dell'opinione pubblica ottomana verso la Gran Bretagna, e l'Impero tedesco approfittò della situazione inviando l'incrociatore da battaglia SMS Goeben e l'incrociatore leggero SMS Breslau, che entrarono in servizio nella flotta ottomana. Prima della confisca delle corazzate, l'opinione pubblica ottomana era divisa fra chi era favorevole agli atteggiamenti della Gran Bretagna nei confronti della marina, e chi, invece, era favorevole agli atteggiamenti dell'Impero tedesco verso l'esercito ottomano. Questo evento contribuì significativamente alla decisione di sostenere la Germania nella prima guerra mondiale, con la quale gli Ottomani si schierarono.
La posamine Nusret (Nusrat) e la fregata Hamidiye (comandata da Rauf Orbay) furono le navi più famose della marina ottomana durante il periodo delle guerre balcaniche e nella prima guerra mondiale. Durante quest'ultima, nella Campagna di Gallipoli, le corazzate britanniche HMS Irresistible e HMS Ocean e la corazzata francese Bouvet furono affondate e l'incrociatore da battaglia britannico HMS Inflexible fu altrettanto danneggiato violentemente da alcune delle 26 mine lasciate dalla Nusret, il cui comandante era Lieutenant Tophaneli Hakki (Guverte Kidemli Yuzbasi Tophaneli Ibrahim oglu Hakki).
Un risultato di qualche importanza fu l'affondamento della nave appoggio idrovolanti HMS Ben-my-Chree nell'isola di Castelrosso, l'11 gennaio 1917 da parte dell'artiglieria terrestre turca comandata da Mustafa Erturğul Aker.

## Gradi militari ottomani
- Gli Agha erano comandanti di diversi rami dell'esercito: es. Azap Aghasì, Besili Aghasì ed Yeniceri Aghasì. Questa denominazione era usata anche per i comandanti di unità più piccole, come l'agha bölük e l'agha ocak, rispettivamente comandanti di un bölük (compagnia) e di un ocak (insieme di truppe).
- Il bölükbaşı era il comandante di un bölük, ed era l'equivalente di un capitano.
- I Çorbacı (in turco “servitori di zuppa”) erano i comandanti dell'orda (reggimento, letteralmente significa “cuore”) dei giannizzeri; corrispondono circa al colonnello (in turco “albay”) di oggi.
- I Mirliva erano dei comandanti di una brigata o di una divisione dell'esercito, e corrispondono al brigadier generale (turco moderno: Tuğgeneral) nel moderno esercito turco o al Generali di Divisione (in turco Tümgeneral).

Il grado di bölükbaşı, equivalente all'attuale grado di Yüzbaşı nel moderno Esercito turco che corrisponde al grado di capitano degli altri esercito della NATO e venne sostituito a metà del XIX secolo con il grado di Kolağası Il titolare era al comando di un bölük, una suddivisione di un reggimento. Era più alto dell'oda-bashi (tenente), grado che venne sostituito a sua volta dal grado di Mülâzım-ı Evvel e Mülâzım-ı Sani.